# Индустријска зона Бараконе Овест (Бергамо)
Индустријска зона Бараконе Овест је насеље у Италији у округу Бергамо, региону Ломбардија.
Према процени из 2011. у насељу је живело 8 становника. Насеље се налази на надморској висини од 171 м.